# Туваны
Тува́ны (чув. Тăванкасси) — село Шумерлинского района Чувашии. Входит (с 2021 года) в Шумерлинский муниципальный округ, ранее административный центр Туванского сельского поселения.

## География
Расположено в 13 км к северо-востоку от Шумерли и в 75 км к юго-западу от Чебоксар.

## История
Современное село образовано путем слияния двух населённых пунктов: села Большие Туваны и деревни Питушкино (Тени, Патаккасы).
Вероятным временем основания чувашских селений Туванской округи, к коим относится д. Питушкино (Тени), можно считать начало XV века Русское же село Туваны было основано в конце XVI века как опорный пункт Русского государства на бывшей территории Казанского ханства
Во время I ревизии 1719 года сотником значился Ирезей Байметьев, старостами - Сенька Меметьев и Илешка Пибулаев.  Во время ревизии 1762 года сотником села значился Егорка Сербинкин (имя по крещению Тимофей Максимов), старостой Куманей (по крещению Иван Петров). 
Село до 1780 года входило в Тувановскую сотню Курмышского уезда Нижегородской губернии. С 1780 по 1917 годы в Атаевскую волость Курмышского уезда Симбирской губернии.
Законом Чувашской Республики от 14.05.2021 № 31 к 24 мая 2021 году Туванское сельское поселение было упразднено и Туваны
вошли в состав Шумерлинского муниципального округа

#### Крестьянская война под предводительствомЕмельяна Пугачева
Туванцы принимали активное участие в крестьянской войне 1773—1775 годов. Восставшие, как и в соседних селах, громили дома церковных служащих, и раздавали их имущество беднякам.
Сохранилось интересное предание о вступлении чувашских крестьян государственного с. Туван. Когда в село прискакал гонец от Пугачева и прочитал манифест, крестьяне вместе со своими соседями поднялись и расправились со священником. Позднее в село прибыли 3 роты солдат для усмирения «бунта». Чуваши решили умереть, но не выдавать зачинщиков. на вопрос: «Кто здесь бунтовал и вешал попов и господ?» — последовал ответ: «Знать не знаем! Видно, они сами повесились!»

## Население
| 2010 | 2012 |
| ---- | ---- |
| 292  | ↗373 |

## Знаменитые уроженцы
- Фёдоров, Георгий Иосифович (1942—2015) чувашский писатель, доктор филологических наук.
- Лаптенков, Константин Тимофеевич (1913—1999) главный врач кожновенерологического диспансера Чувашии, кандидат медицинских наук.

## Религия
В селе действовала церковь в честь Богоявления Господня, построенная в 1781 году. Благодаря этому село имело альтернативное название — Богоявленское. Церковь вновь построена в 1880. Придел: во имя Св. Архангела Михаила. Часовен две — на кладбище при д. Кумашка, в д. Шумерля, обе деревянные. Закрыта в 1940 году, более не восстанавливалась.